# Szermierka na Letnich Igrzyskach Olimpijskich 1996
Szermierka na XXVI Letnich Igrzyskach Olimpijskich w Atlancie odbywała się w dniach 20-25 lipca 1996 roku. Zawody rozgrywane były w hali Georgia World Congress Center.

## Klasyfikacja medalowa
| Lp. | Państwo | złoto | srebro | brąz | Razem |
| --- | ------- | ----- | ------ | ---- | ----- |
| 1   | Rosja   | 4     | 2      | 1    | 7     |
| 2   | Włochy  | 3     | 2      | 2    | 7     |
| 3   | Francja | 2     | 2      | 3    | 7     |
| 4   | Rumunia | 1     | 1      | 0    | 2     |
| 5   | Węgry   | 0     | 1      | 2    | 3     |
| 6   | Kuba    | 0     | 1      | 1    | 2     |
| 7   | Polska  | 0     | 1      | 0    | 1     |
| 8   | Niemcy  | 0     | 0      | 1    | 1     |

## Medaliści

### Mężczyźni
| Złoto                                                               | Srebro                                                                             | Brąz                                                       |
| Floret                                                              |                                                                                    |                                                            |
| Alessandro Puccini                                                  | Lionel Plumenail                                                                   | Franck Boidin                                              |
| Rosja Ilgar Mamiedow · Władisław Pawłowicz · Dmitrij Szewczenko     | Polska Piotr Kiełpikowski · Adam Krzesiński · Jarosław Rodzewicz · Ryszard Sobczak | Kuba Oscar García · Elvis Gregory · Rolando Tucker         |
| Szpada                                                              |                                                                                    |                                                            |
| Aleksandr Biekietow                                                 | Iván Trevejo                                                                       | Géza Imre                                                  |
| Włochy Sandro Cuomo · Angelo Mazzoni · Maurizio Randazzo            | Rosja Aleksandr Biekietow · Pawieł Kołobkow · Walerij Zachariewicz                 | Francja Jean-Michel Henry · Robert Leroux · Éric Srecki    |
| Szabla                                                              |                                                                                    |                                                            |
| Stanisław Pozdniakow                                                | Siergiej Szarikow                                                                  | Damien Touya                                               |
| Rosja Grigorij Kirijenko · Stanisław Pozdniakow · Siergiej Szarikow | Węgry Csaba Köves · József Navarrete · Bence Szabó                                 | Włochy Raffaello Caserta · Luigi Tarantino · Tonhi Terenzi |

### Kobiety
| Złoto                                                                    | Srebro                                                             | Brąz                                                           |
| Floret                                                                   |                                                                    |                                                                |
| Laura Badea-Cârlescu                                                     | Valentina Vezzali                                                  | Giovanna Trillini                                              |
| Włochy Francesca Bortolozzi · Giovanna Trillini · Valentina Vezzali      | Rumunia Laura Badea-Cârlescu · Zsofia Lazăr-Szabo · Roxana Scarlat | Niemcy Sabine Bau · Anja Fichtel-Mauritz · Monika Weber-Koszto |
| Szpada                                                                   |                                                                    |                                                                |
| Laura Flessel-Colovic                                                    | Valérie Barlois                                                    | Gyöngyi Szalay-Horváth                                         |
| Francja Valérie Barlois · Laura Flessel-Colovic · Sophie Moressée-Pichot | Włochy Laura Chiesa · Elisa Uga · Margherita Zalaffi               | Rosja Karina Aznawurian · Julija Garajewa · Marija Mazina      |

## Uczestnicy
W zawodach udział wzięło 224 szermierzy z 46 krajów.